# Miriam Rodríguez Martínez
Miriam Elizabeth Rodríguez Martínez (San Fernando, 5 de febrero de 1960 - ibidem 10 de mayo de 2017) fue una activista mexicana de los derechos humanos. Se convirtió en una de las muchas "Madres de niños desaparecidos", (una clase de víctimas del crimen organizado, etiquetada así por los medios de comunicación locales) después de que su hija fuera raptada y asesinada. Miriam fue asesinada por hombres armados que accedieron a su casa el 3 de marzo de 2017.

## Biografía e historia
Miriam Elizabeth Rodríguez Martínez nació en el estado mexicano de Tamaulipas. Su hija, Karen Alejandra Salinas Rodríguez, desapareció en 2012. Los restos de Karen fueron finalmente descubiertos en 2014 en una fosa común. Rodríguez persiguió a los asesinos de su hija  durante años. Sin embargo, en marzo de 2017 algunos de los hombres arrestados por el caso de su hija huyeron de prisión después de su arresto. Además de encontrar los restos de su hija, se esforzó para ayudar a otros padres cuyos niños habían desaparecido, y de ahí nació la organización Colectivo de Desaparecidos. Fue representante del colectivo Familiares y Amigos de Desaparecidos en el mismo estado.

## Activismo contra la impunidad
A pesar de haber pagado dos veces por el rescate de Karen, la familia Rodríguez no recibió respuestas. En 2017, tres años después de la desaparición de su hija, Miriam se encargó de capturar por su cuenta a todos los involucrados. Se hizo pasar por diferentes personas, cambió su aspecto varias veces y se relacionó con los familiares de los responsables. Entregó la información que recabó a la policía y 10 personas fueron arrestadas gracias a su trabajo, por lo que pronto su nombre resonó en los medios. Solicitó protección al Gobierno debido a la vulnerabilidad en la que se encontraba por haberse involucrado con el crimen organizado. Sin embargo, semanas después fue asesinada frente a su casa.
Desde 2010, en México, ya habían sido reportadas 26 muertes de activistas pro derechos. En 2017, Tamaulipas fue declarado por el Gobierno de México como el estado con mayor número de desaparecidos, 5,558 sólo a principios del año. El caso de Miriam Rodríguez alertó a San Fernando, logró que familias alzaran la voz y exigieran justicia a las autoridades, como lo fue con el secuestro del joven Luciano Leal en 2020.

## Asesinato
En marzo de 2017 alrededor de 20 presos en Ciudad Victoria escaparon del penal, entre ellos estaban algunos de los responsables del secuestro y asesinato de su hija. A pesar de haber pedido protección al Gobierno, Rodríguez fue asesinada el 10 de mayo de 2017, día en que México celebra el día de la madre. Tres de los presos responsables se dirigieron al domicilio de Miriam, quien recibió 12 disparos de hombres armados que accedieron a su casa, y murió camino al hospital. En solidaridad con ella, los manifestantes levantaron su voz en protesta el día que fue asesinada, solicitando a los gobiernos mexicano y de EE. UU. que garantizaran la seguridad de los defensores de los derechos humanos.

## Difusión
La historia de Miriam Rodríguez fue adaptada al cine en la película La Civil, dirigida por Teodora Mihai y protagonizada por Arcelia Ramírez. En su estreno en el Festival de Cannes del 2021, recibió una gran recepción y tuvo una ovación de 8 minutos. Ganó el premio de Un certain regard. 